# Ricky Tomlinson
Eric Tomlinson, detto Ricky (Bispham, 26 settembre 1939), è un attore britannico.

## Biografia
Cresciuto a Liverpool. Ha frequentato il Walton Technical College a Walton, dopo aver superato l'esame quando a 13 anni.
Ebbe un ruoli ricorrenti dall'inizio nel 1982 fino alla conclusione nel 1988 nella soap opera Brookeside, seguito dal ruolo di Charlie Wise in Cracker da Jim Royle nella sitcom della BBC The Royle Family nel 1998.
Nel 2001 recita nella serie della BBC Nice Guy Eddie nel ruolo di un investigatore privato di Liverpool.
Nel 2007, presenta il programma della BBC One Life: Guilty My Arse, in cui racconta dettagliatamente la sua versione del caso "Shrewsbury Two", in cui paragonava il suo attivismo politico come sindacalista al lavoro delle Suffragette.
Ha fatto da frontman a una serie di spot televisivi per la società di servizi pubblici British Gas. Nel gennaio 2010, ha iniziato ad apparire in una serie di spot per la catena di surgelati Farmfoods. Nel 2017, fa la voce fuori campo per uno spot per McCain Foods.

## Filmografia parziale

### Cinema
- Riff-Raff - Meglio perderli che trovarli (Riff-Raff), regia di Ken Loach (1990)
- Piovono pietre (Raining Stones), regia di Ken Loach (1993)
- Butterfly Kiss - Il bacio della farfalla (Butterfly Kiss), regia di Michael Winterbottom (1995)
- Codice 51 (The 51st State), regia di Ronny Yu (2001)
- C'era una volta in Inghilterra (Once Upon a Time in the Midlands), regia di Shane Meadows (2002)
- Northern Soul, regia di Elaine Constantine (2014)
- Grimsby - Attenti a quell'altro (The Brothers Grimsby), regia di Louis Leterrier (2016)

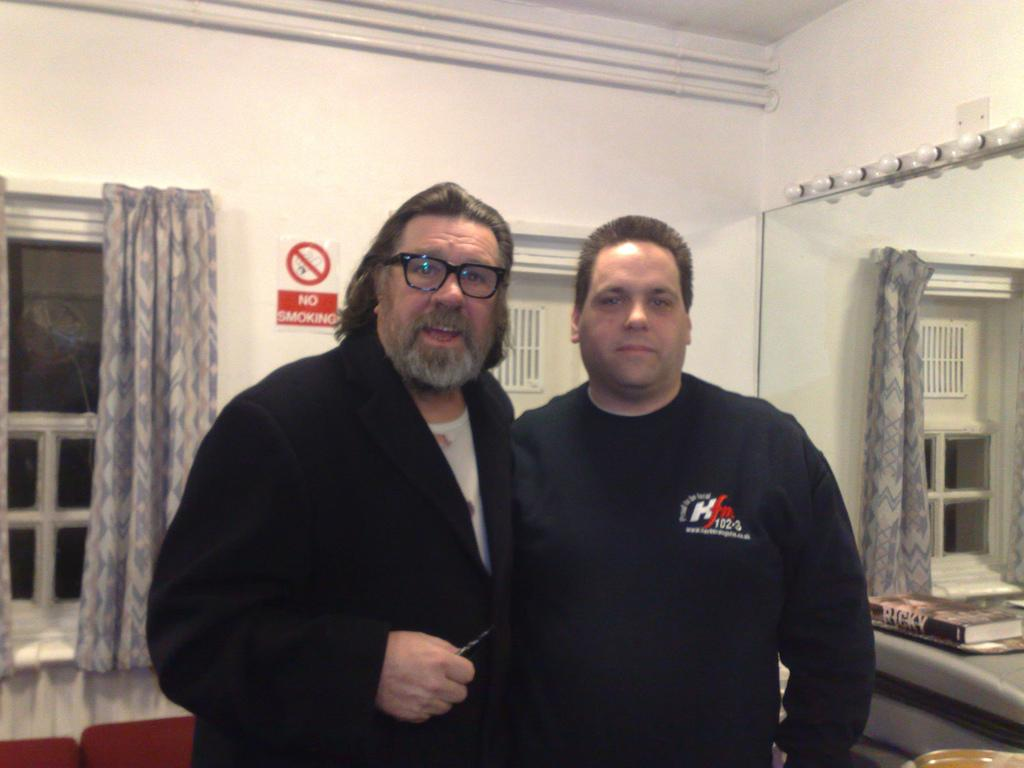

### Televisione
- Play for Today – serie TV, un episodio (1981)
- Crown Court – serie TV, 3 episodi (1982)
- Brookeside – serie TV, 336 episodi (1982-1988)
- Metropolitan Police – serie TV, un episodio (1993)
- Cracker – serie TV, 15 episodi (1994-1996)
- Cold Feet – serie TV, un episodio (1999)
- Dalziel and Pascoe – serie TV, un episodio (2004)
- In the Flesh – serie TV, 4 episodi (2013-2014)

## Doppiatori italiani
Nelle versioni in italiano delle opere in cui ha recitato, Ricky Tomlinson è stato doppiato da:
- Carlo Valli in Riff-Raff - Meglio perderli che trovarli
- Paolo Poiret in Cracker
- Oreste Rizzini in Piovono pietre
- Diego Reggente in Codice 51
- Roberto Draghetti in C'era una volta in Inghilterra
- Giovanni Petrucci in Nativity! - La recita di Natale